# Mert Müldür
Mert Müldür (* 3. dubna 1999) je turecký profesionální fotbalista, který hraje na pozici pravého nebo středního obránce za klub Fenerbahçe SK. Narodil se v Rakousku, ale hraje za turecký národní tým.

## Klubová kariéra

### Rapid Vídeň
Müldür se připojil k mládežnické akademii SK Rapid Vídeň ve věku šesti let v roce 2006 a postupem času se dostal do prvního týmu. Svůj profesionální debut za Rapid si odbyl 13. května 2018 při prohře 4:1 v rakouské Bundeslize s FC Red Bull Salzburg. Dne 29. května 2018 podepsal Müldür s Rapidem svou první profesionální smlouvu na tři roky.

### Sassuolo
Dne 20. srpna 2019 podepsal Müldür smlouvu s italským klubem US Sassuolo Calcio. Svůj debut si odbyl o pět dní později, kdy nastoupil jako náhradník při prohře 2:1 na hřišti Turína.
Dne 15. srpna 2022 utrpěl zranění kotníku při zápase s Juventusem a následně vynechal 16 zápasů.

### Fenerbahçe
Dne 2. srpna 2023 podepsal Müldür čtyřletou smlouvu s Fenerbahçe do roku 2027.
Svůj debut si odbyl 17. srpna 2023 v zápase Evropské konferenční ligy UEFA, kdy jeho tým zvítězil nad NK Maribor 3:0. Dne 21. srpna 2023 absolvoval svůj debut v Süper Lig proti Samsunsporu v utkání, které Fenerbahçe vyhrálo 2:0.

## Reprezentační kariéra
Müldür se narodil v Rakousku tureckým rodičům a je mládežnickým reprezentantem Turecka. Svůj debut v národním týmu Turecka si odbyl 11. října 2018 v přátelském zápase proti Bosně a Hercegovině, který skončil remízou 0:0.
Na Mistrovství Evropy ve fotbale 2024 byl první i poslední gól Turecka připsán Müldürovi: zahájil gólový účet své země volejem proti Gruzii v úvodním zápase skupiny a také si vstřelil rozhodující vlastní gól proti Nizozemsku ve čtvrtfinále.

## Osobní život
Müldür je od svého dětství dlouholetým fanouškem Fenerbahçe.
Müldür je polyglot, plynně mluví pěti jazyky: turečtinou a němčinou jako mateřskými jazyky, angličtinou díky vzdělání a také plynně hovoří bosensky a srbsky díky své srbské přítelkyni Kopreně Andjele, se kterou je už mnoho let.

## Statistiky

### Klubové
Platí k zápasu hranému 31. května 2025.
| Klub              | Sezóna            | Liga                | Liga   | Liga | Národní pohár | Národní pohár | Kontinentální | Kontinentální | Celkově | Celkově |
| Klub              | Sezóna            | Soutěž              | Zápasy | Góly | Zápasy        | Góly          | Zápasy        | Góly          | Zápasy  | Góly    |
| ----------------- | ----------------- | ------------------- | ------ | ---- | ------------- | ------------- | ------------- | ------------- | ------- | ------- |
| Rapid Vídeň II    | 2017/18           | Regionalliga East   | 23     | 0    | —             | —             | —             | —             | 23      | 0       |
| Rapid Vídeň       | 2017/18           | Rakouská Bundesliga | 2      | 0    | —             | —             | —             | —             | 2       | 0       |
| Rapid Vídeň       | 2018/19           | Rakouská Bundesliga | 26     | 0    | 5             | 0             | 10            | 1             | 41      | 1       |
| Rapid Vídeň       | 2019/20           | Rakouská Bundesliga | 4      | 1    | —             | —             | —             | —             | 4       | 1       |
| Rapid Vídeň       | Celkově           | Celkově             | 32     | 1    | 5             | 0             | 10            | 1             | 47      | 2       |
| Sassuolo          | 2019/20           | Serie A             | 24     | 2    | 1             | 0             | —             | —             | 25      | 2       |
| Sassuolo          | 2020/21           | Serie A             | 28     | 0    | 1             | 0             | —             | —             | 29      | 0       |
| Sassuolo          | 2021/22           | Serie A             | 31     | 0    | 2             | 0             | —             | —             | 33      | 0       |
| Sassuolo          | 2022/23           | Serie A             | 2      | 0    | 1             | 0             | —             | —             | 3       | 0       |
| Sassuolo          | Celkově           | Celkově             | 85     | 2    | 5             | 0             | 0             | 0             | 90      | 2       |
| Fenerbahçe        | 2023/24           | Süper Lig           | 26     | 1    | 3             | 0             | 2             | 0             | 31      | 1       |
| Fenerbahçe        | 2024/25           | Süper Lig           | 29     | 3    | 3             | 0             | 14            | 0             | 46      | 3       |
| Fenerbahçe        | Celkově           | Celkově             | 55     | 4    | 6             | 0             | 16            | 0             | 77      | 4       |
| Celkově v kariéře | Celkově v kariéře | Celkově v kariéře   | 195    | 7    | 16            | 0             | 26            | 1             | 237     | 8       |

### Reprezentační
Platí k zápasu hranému 10. června 2025.
| Národní tým | Rok     | Zápasy | Góly |
| ----------- | ------- | ------ | ---- |
| Turecko     | 2018    | 2      | 0    |
| Turecko     | 2019    | 0      | 0    |
| Turecko     | 2020    | 1      | 0    |
| Turecko     | 2021    | 11     | 1    |
| Turecko     | 2022    | 4      | 0    |
| Turecko     | 2023    | 2      | 0    |
| Turecko     | 2024    | 13     | 1    |
| Turecko     | 2025    | 3      | 0    |
| Celkově     | Celkově | 36     | 2    |

#### Reprezentační góly
Skóre a výsledky Turecka jsou vždy zapsány jako první. Góly Merta Müldüra jsou zvýrazněny.
| Gól | Datum              | Místo                                             | Zápas | Soupeř    | Skóre | Výsledek | Soutěž                                           |
| --- | ------------------ | ------------------------------------------------- | ----- | --------- | ----- | -------- | ------------------------------------------------ |
| 1.  | 13. listopadu 2021 | Başakşehir Fatih Terim Stadium, Istanbul, Turecko | 14.   | Gibraltar | 6:0   | 6:0      | Kvalifikace na Mistrovství světa ve fotbale 2022 |
| 2.  | 18. června 2024    | Signal Iduna Park, Dortmund, Německo              | 25.   | Georgia   | 1:0   | 3:1      | Mistrovství Evropy ve fotbale 2024               |

## Úspěchy
Individuální
- Gól Mistrovství Evropy ve fotbale podle fanoušků: 2024